# Rainer Bucher
Rainer Bucher (* 2. října 1956 Norimberk) je německý římskokatolický teolog zabývající se pastorální teologií.

## Život
Vyrůstal v Herzogenaurachu a Bayreuthu, studoval ve Freiburgu a Würzburgu římskokatolickou teologii a germanistiku. V roce 1986 získal doktorát na Elmar Klinger s prací z oboru fundamentální teologie na teologické práce na téma pozdní díla Friedricha Nietzscheho. V letech 1986 až 1990 byl odborným asistentem na katedře církevních dějin Fakulty katolické teologie na univerzitě v Bamberku. V roce 1990 se přesunul do biskupského studijního centra Cusanuswerk, kde se stal od února 1994 místopředsedou. Dále habilitoval v oboru pastorální teologie v roce 1996 u Ottmara Fuchse a v roce 1999 se stal profesorem pastorální teologie a kerygmatiky na fakultě katolické teologie na bamberské univerzitě (úřadující předseda). Od 1. ledna 2000 je univerzitním profesorem a ředitelem Institutu pastorální teologie a pastorální psychologie na Katolické teologické fakultě univerzity v Grazu. Mezi jeho žáky patří i Hildegard Wustmans. V roce 2015 se stal jedním ze zakladatelů stránek Theologischen Feuilletons feinschwarz.net.

## Dílo
(německy)
- An neuen Orten. Studien zu den aktuellen Konstitutionsproblemen der deutschen und österreichischen katholischen Kirche. Echter, Würzburg 2014
- Wenn nichts bleibt, wie es war. Zur prekären Zukunft der katholischen Kirche. Echter, Würzburg 2012
- Räume des Aufatmens. Pastoralpsychologie im Risiko der Anerkennung. Festschrift zu Ehren von Karl Heinz Ladenhauf, Maria Elisabeth Aigner/Rainer Bucher/Ingrid Hable/Hans-Walter Ruckenbauer (Hg.) (= Werkstatt Theologie 17), Lit, Berlin 2010
- Priester des Volkes Gottes: Gefährdungen – Grundlagen – Perspektiven. Echter, Würzburg 2010
- Klerus und Pastoral. Rainer Bucher/Johann Pock (Hg.) (= Werkstatt Theologie 14), Lit, Wien-Berlin 2010
- Theologie im Risiko der Gegenwart. Studien zur kenotischen Existenz der Pastoraltheologie zwischen Universität, Kirche und Gesellschaft. Kohlhammer (= Praktische Theologie heute 105), Stuttgart 2010
- Es geht nichts verloren. Ottmar Fuchs im Gespräch mit Rainer Bucher und Rainer Krockauer, Echter, Würzburg 2010
- Mich hat an der Theologie immer das Extreme interessiert. Elmar Klinger befragt von Rainer Bucher, Echter, Würzburg 2009
- Hitlers Theologie. Echter, Würzburg 2008 (engl.: Hitler’s Theology, translated by Rebecca Pohl, with an Introduction by Michael Hoelzl, London/New York 2011)
- Gott. Eine pastoraltheologische Annäherung. Rainer Bucher/Rainer Krockauer (Hg.) (= Werkstatt Theologie 10), Lit, Münster 2007
- Pastoral und Politik. Erkundungen eines unausweichlichen Auftrags. Rainer Bucher/Rainer Krockauer (Hg.) (= Werkstatt Theologie 7), Lit, Münster 2006
- Praktische Theologie. Doris Nauer/Rainer Bucher/Franz Weber (Hg.) (= Praktische Theologie heute 74) Kohlhammer, Stuttgart 2005
- Macht und Gnade. Untersuchungen zu einem konstitutiven Spannungsfeld der Pastoral. Rainer Bucher/Rainer Krockauer (Hg.) (= Werkstatt Theologie 4), Lit, Münster 2005
- Institution und Prophetie, Aktuelle Reflexionen über ein Prinzip kirchlicher Identität. Rainer Bucher/Rainer Krockauer (Hg.) (= Werkstatt Theologie 1), Lit, Münster 2004
- Die Provokation der Krise. Zwölf Fragen und Antworten zur Lage der Kirche. Echter, Würzburg 2004 (2. Aufl. 2005)
- In Würde leben. Rainer Bucher/Ottmar Fuchs/Joachim Kügler (Hrsg.), Interdisziplinäre Studien zu Ehren von Ernst Ludwig Grasmück, Luzern 1998
- Kirchenbildung in der Moderne. (= Praktische Theologie heute 37), Kohlhammer, Stuttgart 1998
- Nietzsches Mensch und Nietzsches Gott. Das Spätwerk als philosophisch-theologisches Programm. (=Würzburger Studien zur Fundamentaltheologie 1), Lang, 2. Aufl. Frankfurt am Main 1993 (1. Aufl. 1986)
- Der Christ als Mensch in der Öffentlichkeit. Zum Kulturbegriff Herman Schells. Echter Würzburg 1983